# St. Stephanus (Hainhofen)

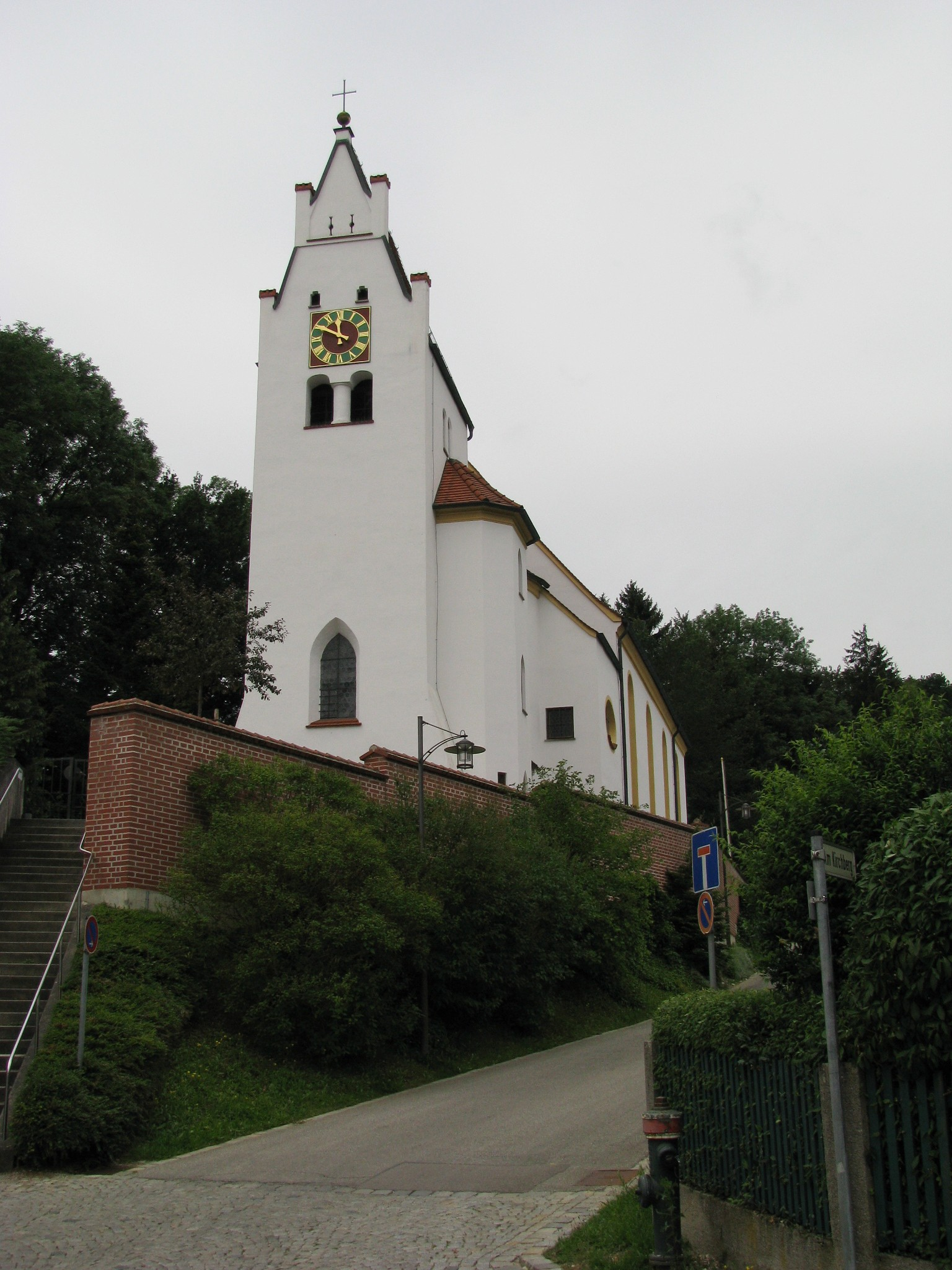
Pfarrkirche St. Stephanus, Ansicht von Osten

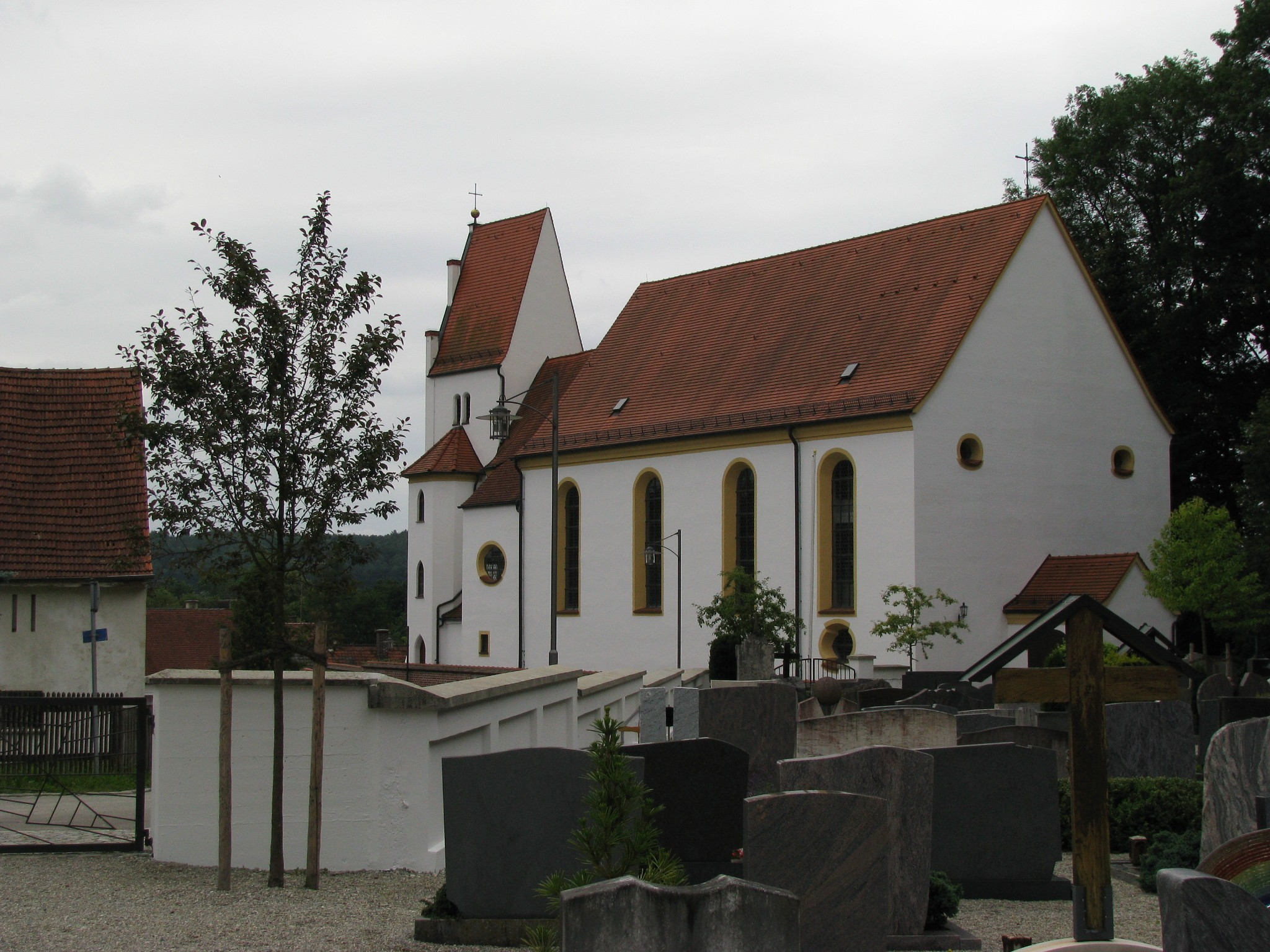
Langhaus

Die römisch-katholische Pfarrkirche St. Stephanus in Hainhofen, einem Stadtteil von Neusäß im Landkreis Augsburg im bayerischen Regierungsbezirk Schwaben, wurde zu Beginn des 18. Jahrhunderts gebaut. Von der Vorgängerkirche, einer ehemaligen Chorturmkirche, sind spätgotische Fresken aus dem 14. Jahrhundert erhalten.

## Lage
Die dem heiligen Stephanus geweihte Kirche liegt auf einer kleinen Anhöhe über dem Ort, inmitten des Friedhofes.

## Geschichte
Der Ort Hainhofen wurde 1276 erstmals urkundlich erwähnt. Er gehörte zum Hochstift Augsburg und wurde von dessen Bischöfen Augsburger Patrizierfamilien wie den Portnern, den Langenmantel, den Fuggern oder den Freiherren von Rehlingen zu Lehen gegeben. Wie der Ort war auch das Patronatsrecht ein bischöfliches Lehen.  1348 belehnte der Bischof von Augsburg Heinrich, Elisabeth Portner und ihre Kinder damit. Mitte des 19. Jahrhunderts verfügte ein Gutsbesitzer Freiherr von Rehlingen über das Kirchenpatronat.
Von der ursprünglichen Chorturmkirche des 14. Jahrhunderts ist nur noch der untere Teil des Turmes erhalten. Um 1500 erfolgte die Erhöhung und Einwölbung des alten Chorraumes mit einem Sterngewölbe, dessen Schlussstein das Wappen des Orts- und Patronatsherrn Hans Walter und seiner Gemahlin Magdalena Langenmantel trägt (beider Grabstein befindet sich im Kreuzgang zu St. Anna, Augsburg). Der Turmaufbau wurde gegen Ende des 16. Jahrhunderts umgestaltet. 1718 wurde ein neues Langhaus errichtet und ein Jahr später ein neuer Chor. Baumeister war der Maurermeister Johann Holzapfel aus Bobingen. Mit der Stuckierung wurde Matthias Lotter aus Augsburg betraut, die (nicht mehr vorhandenen) Deckenfresken schuf Hans Georg Kuen aus Diedorf. Am 21. September 1723 fand die Weihe der neuen Kirche durch den Weihbischof Johann Jakob von Mayr statt. 1850/60 wurden die Fresken des Langhauses übermalt und 1910, als die Kirche um ein Joch nach Westen verlängert wurde, wiederum durch neue Deckenbilder von Otto Hämmerle aus München ersetzt. 1898 entdeckte man die spätgotischen Fresken im unteren Geschoss des Turmes, das heute als Sakristei genutzt wird.

## Architektur
Der Eingang zur Kirche befindet sich auf der Nordseite. Das Langhaus ist einschiffig und erstreckt sich über drei Joche. Den westlichen Abschluss bildet eine Doppelempore, die auf vier Säulen mit verzierten Kapitellen aufliegt und die Orgel trägt. Im Osten mündet das Langhaus in den eingezogenen, halbrund geschlossenen Chor, an den sich der ehemalige Chorturm anschließt. Das untere Geschoss des Turmes ist mit einem Spitzbogenfenster durchbrochen, die Schallöffnungen der oberen Etage sind als Zwillingsfenster gestaltet.

## Stuckdekor und Deckenbilder

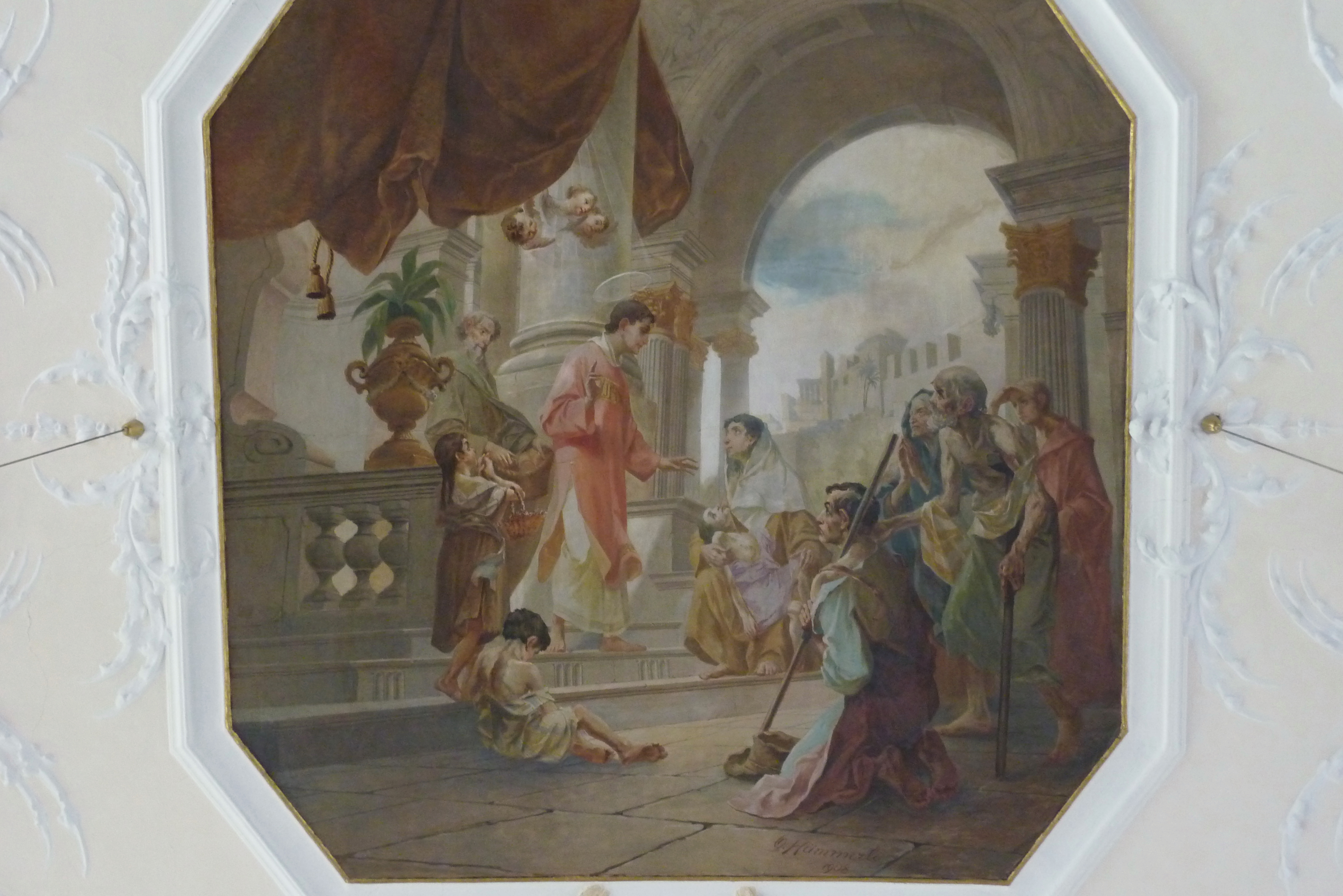
Deckengemälde im Langhaus mit der Darstellung der Heilung eines Kranken durch den heiligen Stephanus

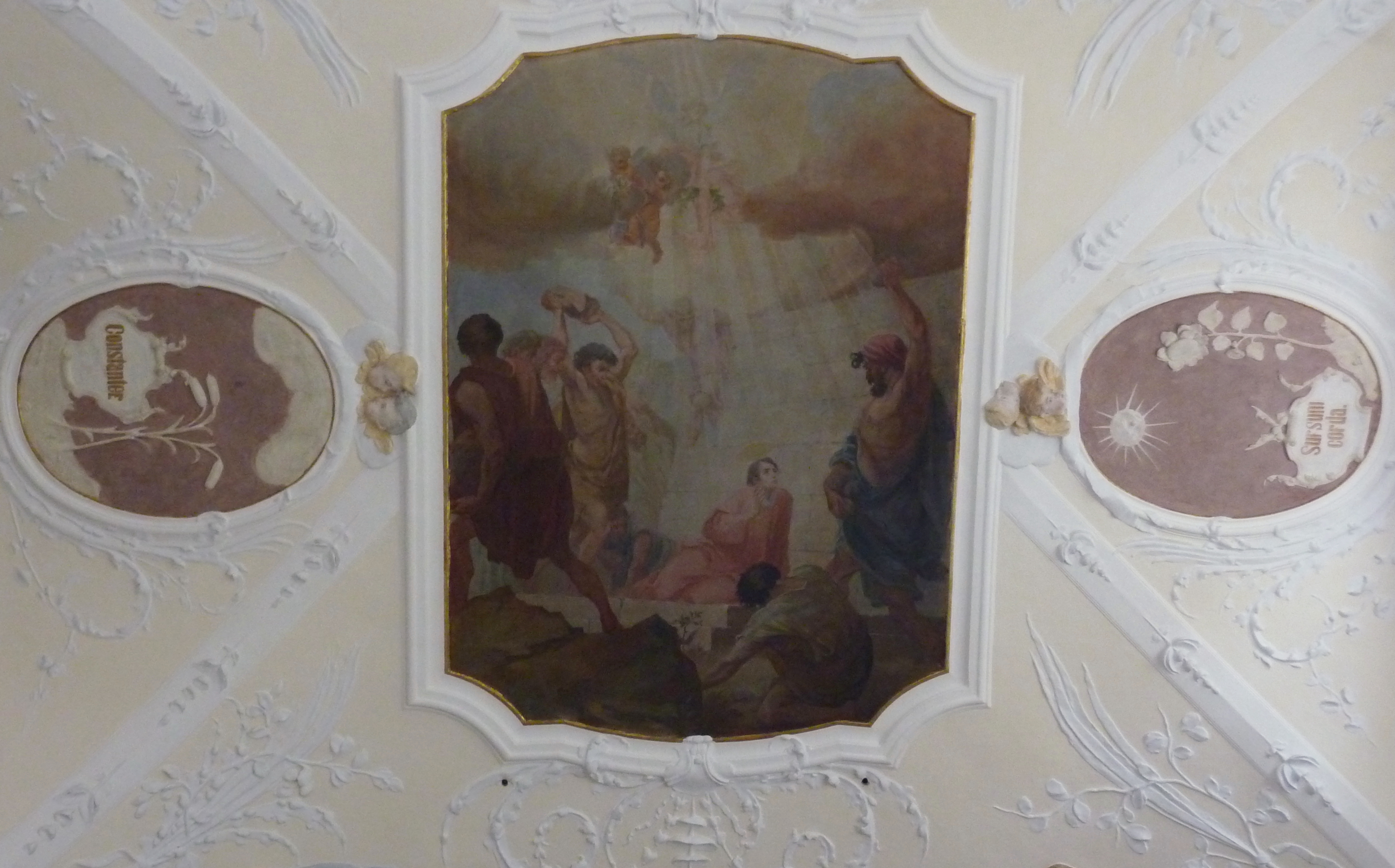
Deckengemälde im Chor mit der Darstellung der Steinigung des heiligen Stephanus, seitlich emblematische Darstellungen

Der Stuckdekor stammt von 1719 und wurde von Matthias Lotter ausgeführt. In dem 1910 im Westen angefügten Langhausjoch wurde er ergänzt. Häufige Motive sind Ranken, Schilfstängel, Rispen und sichelförmige Blätter. Über dem Hochaltar wird eine Vorhangdraperie aus Stuck von Putten gehalten. Die Stichkappen sind mit Ovalmedaillons versehen, die von Blattwerk umrahmt sind und stuckierte Embleme mit Inschriften enthalten. Unter der Darstellung einer Sonnenblume stehen die Worte „Sursum corda“ (erhebet die Herzen) und unter einem Schilfkolben „Constanter“ (standhaft).
Die Ovalmedaillons im Langhaus sind mit Stuckreliefs von Heiligenbüsten gestaltet. Dargestellt sind der heilige Stephanus, die heilige Barbara mit ihren Attributen Turm und Kelch, die heilige Katharina von Alexandrien mit dem Rad und der heilige Laurentius mit einem Rost.
Die heutigen Deckenbilder stammen von Otto Hämmerle aus München. Sie sind dem Schutzpatron der Kirche gewidmet und stellen im Chor die Steinigung des heiligen Stephanus dar, im Langhaus Predigt und Heilung eines Kranken durch den Heiligen. Die Bilder der zwölf Apostel in den Medaillons der Stichkappen stammen vermutlich noch von 1850/60.

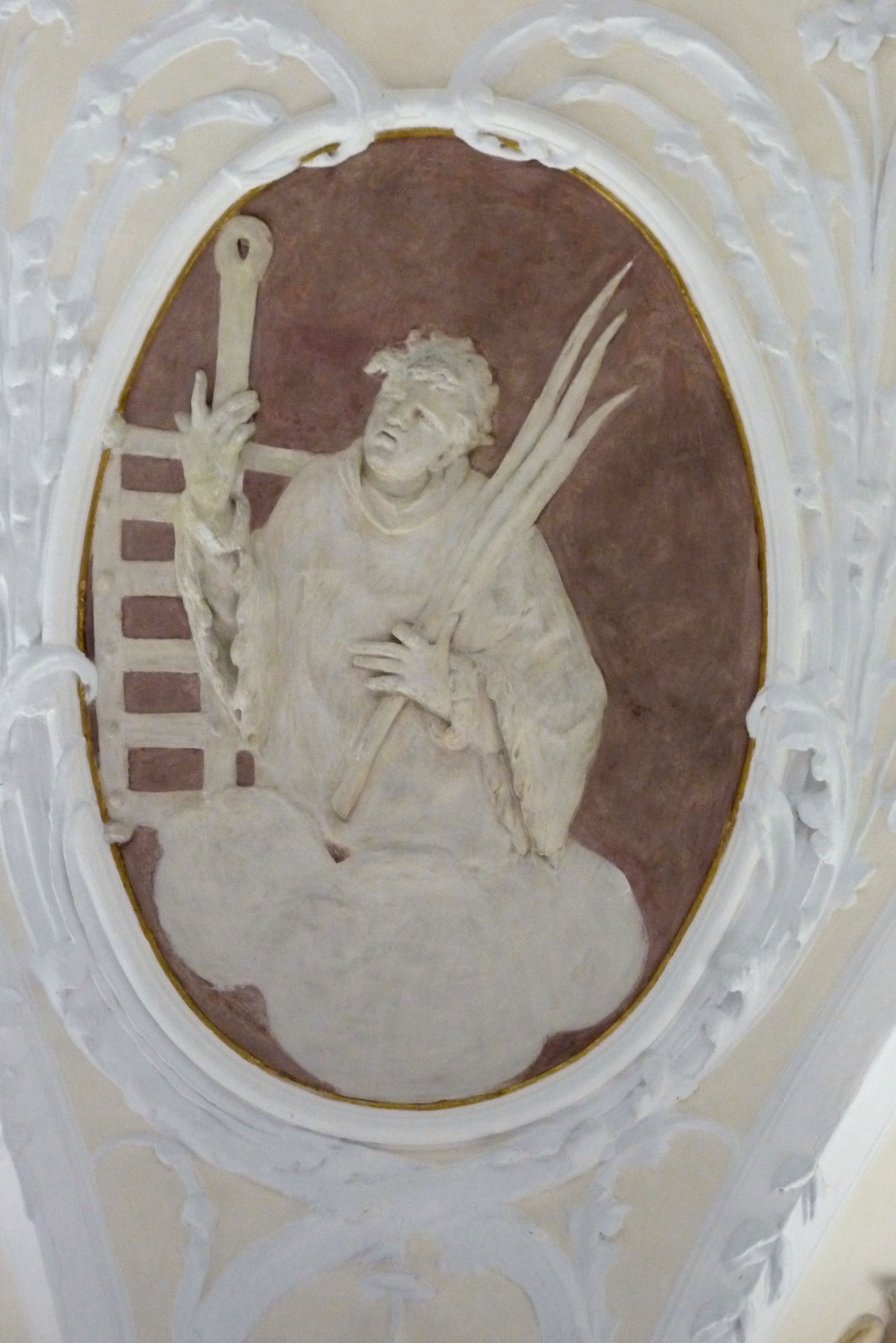
Heiliger Laurentius
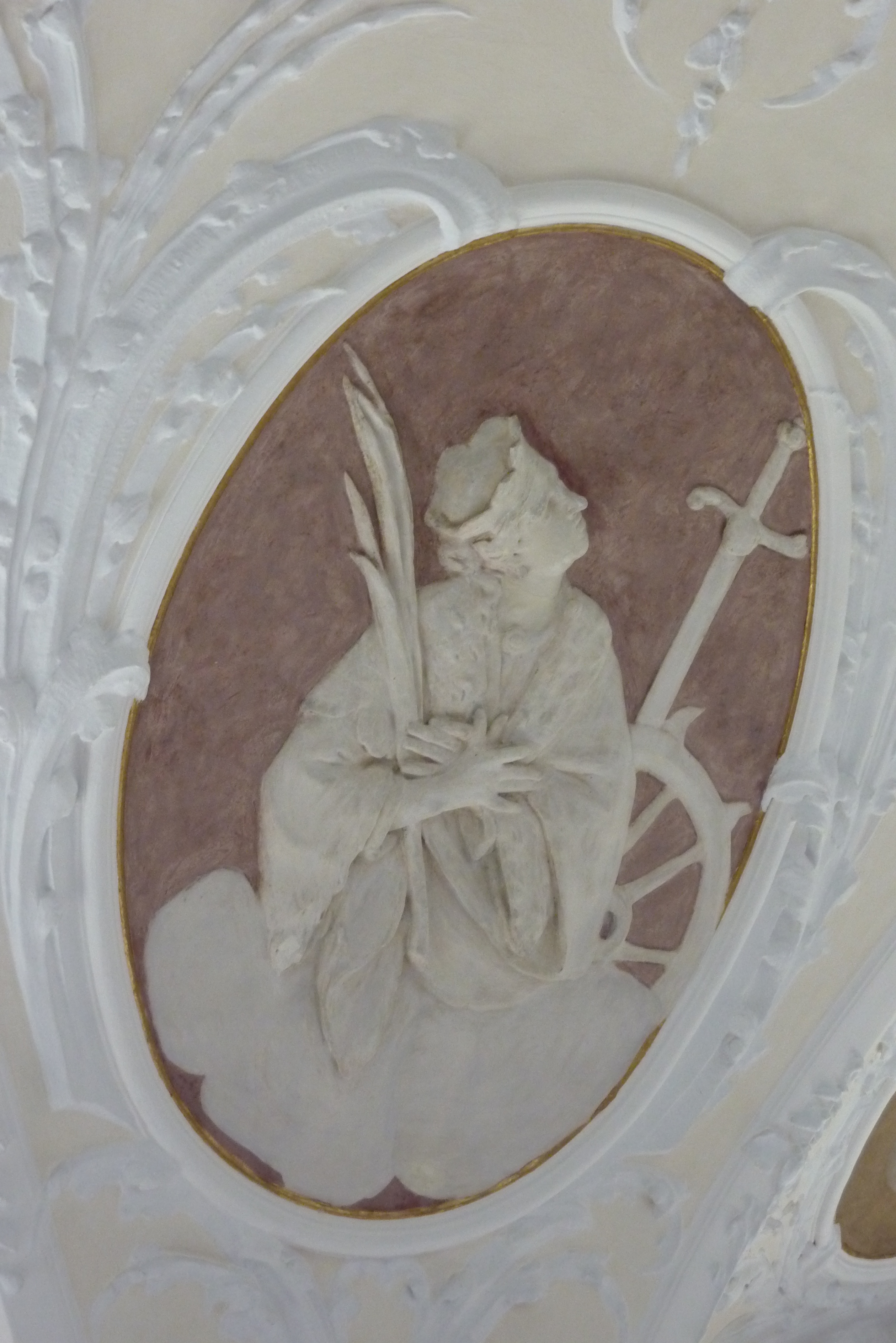
Heilige Katharina
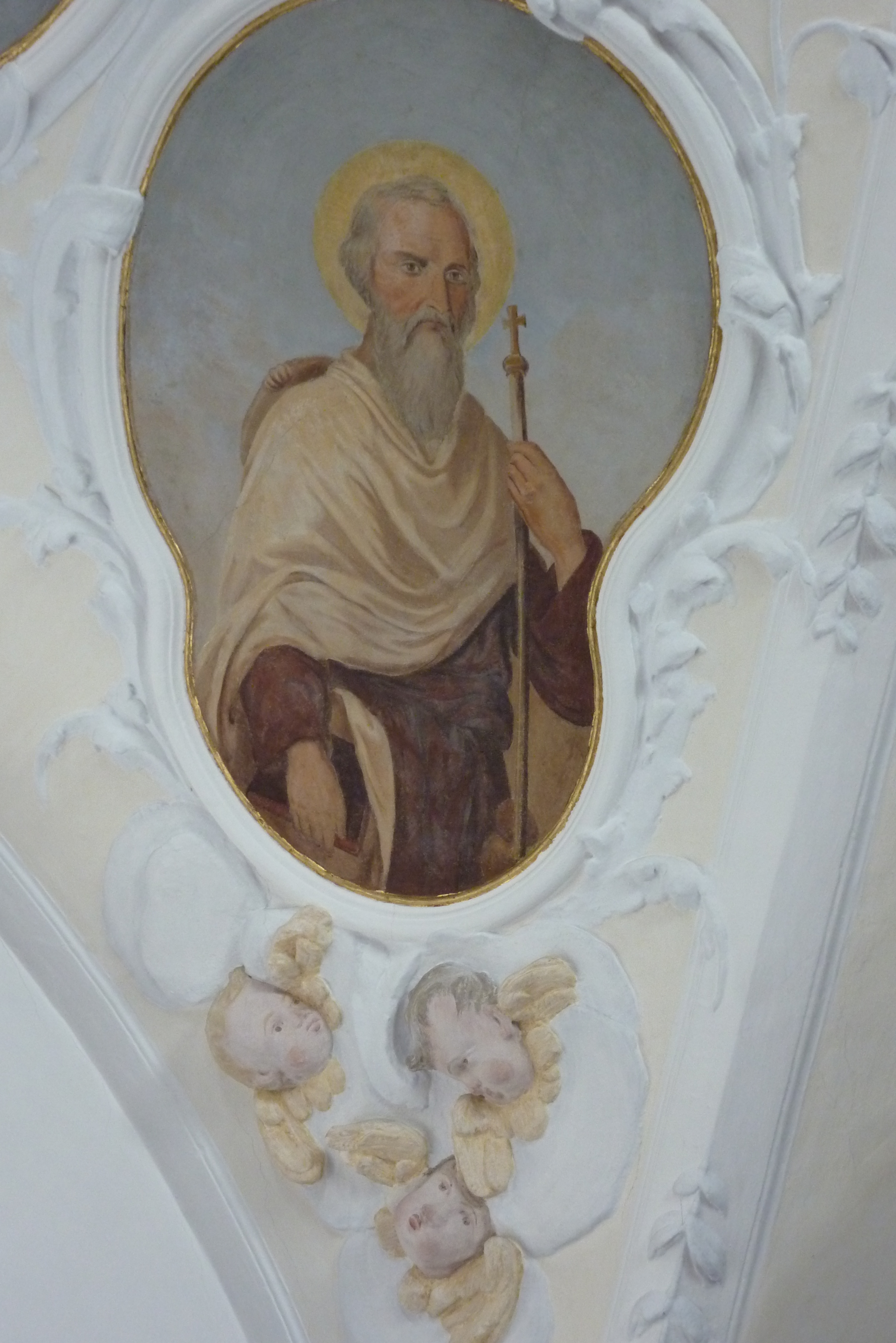
Apostel Jakobus
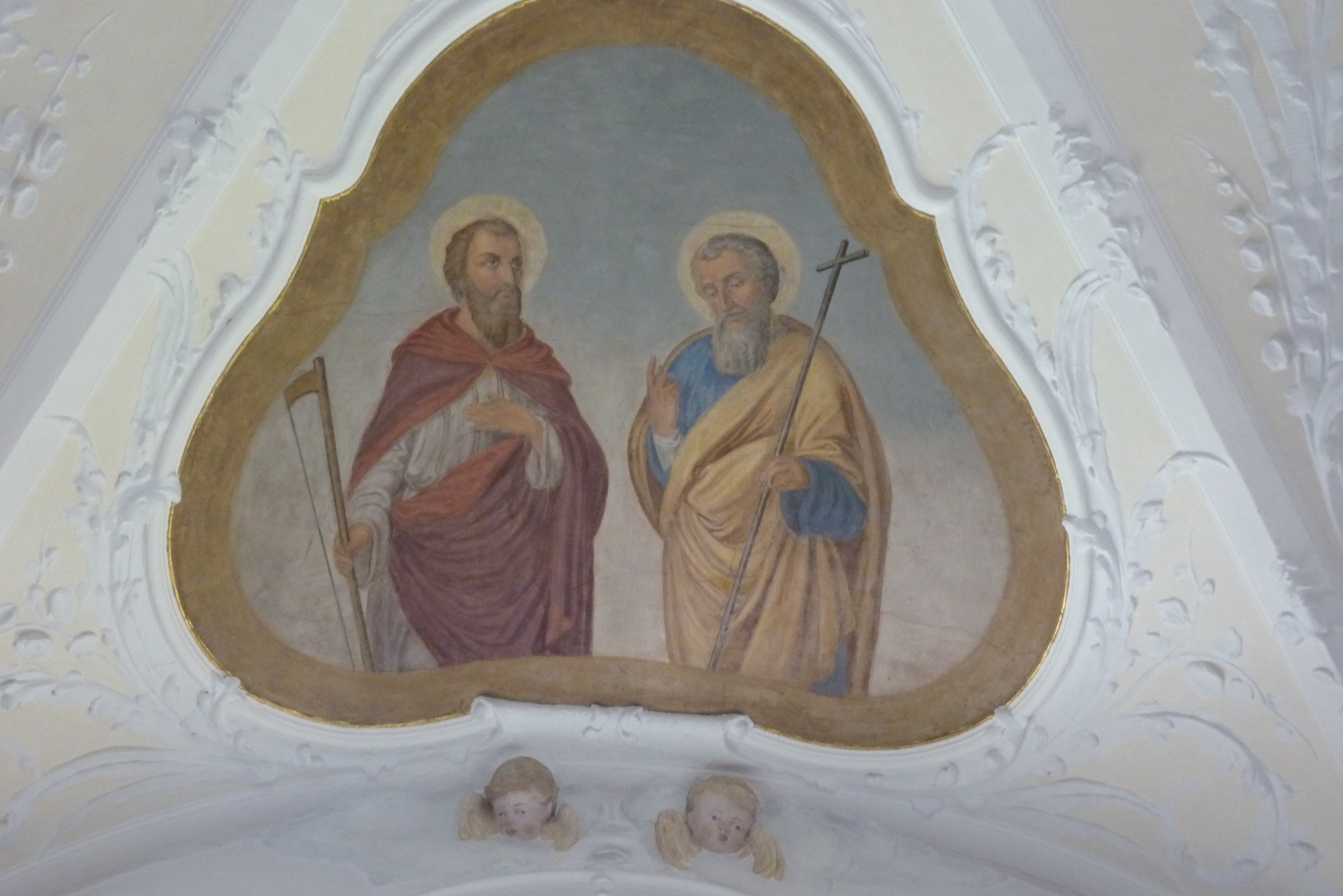
Apostel
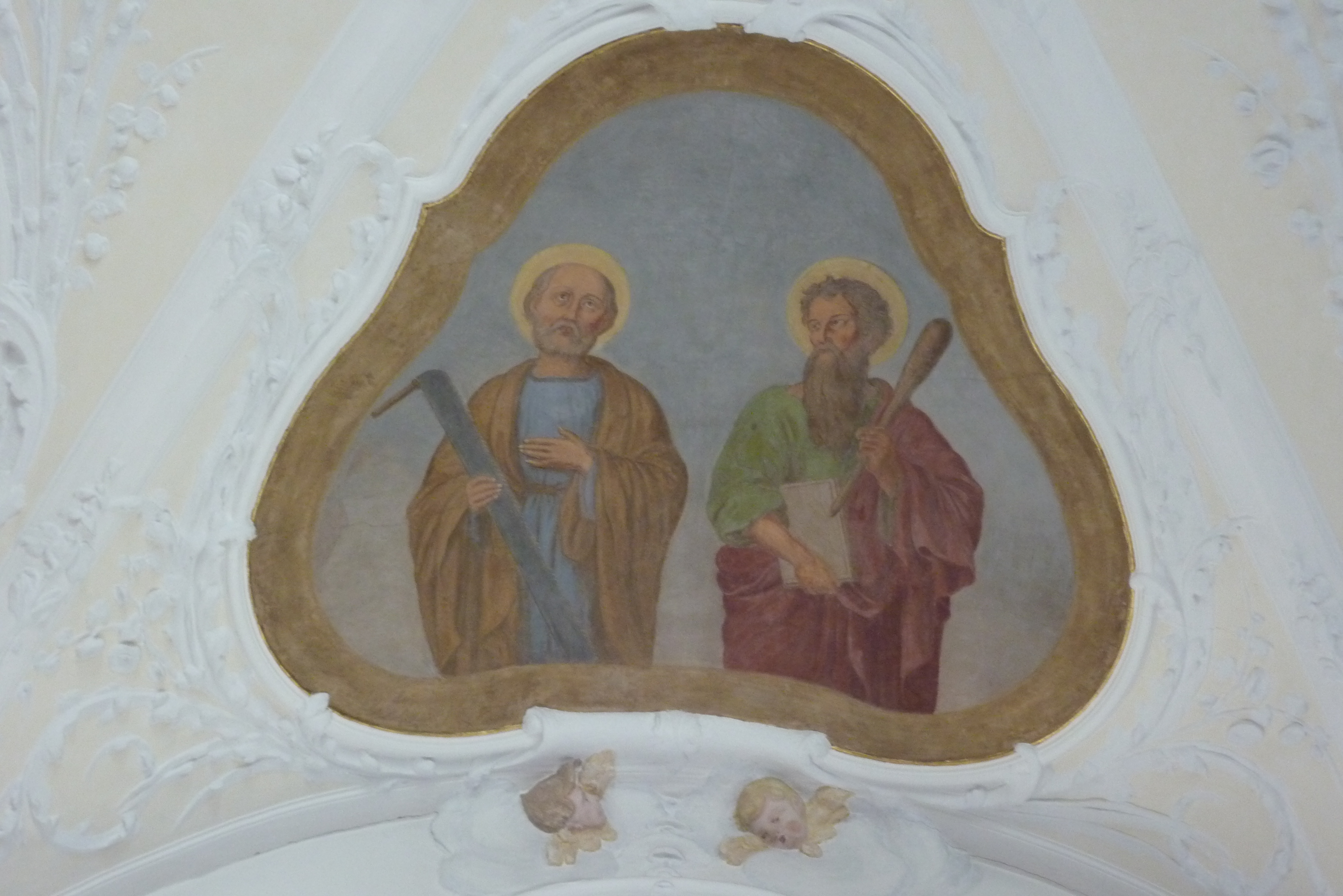
Apostel
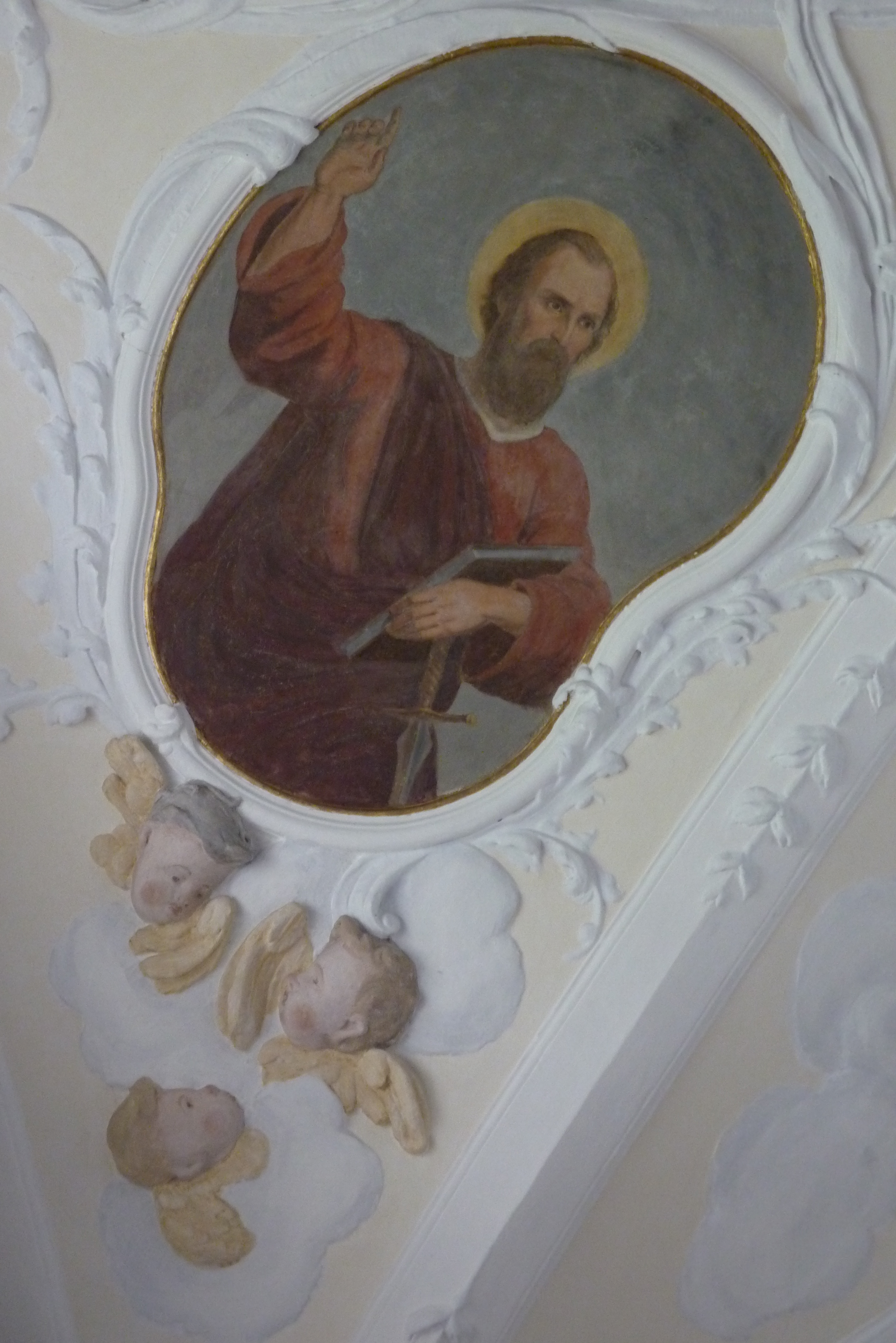
Apostel Paulus

## Spätgotische Fresken
In der heutigen Sakristei im Erdgeschoss des Turmes, dem Chor der gotischen Vorgängerkirche, ist ein Freskenzyklus aus dem späten 14. Jahrhundert erhalten. Vermutlich wurden die Szenen, in denen die Leidensgeschichte Christi und Heilige dargestellt werden, bereits um 1500 übermalt. An der Nordseite ist Christus am Ölberg dargestellt, über ihm die Hand Gottes, im Hintergrund die schlafenden Jünger und ein stilisierter Baum. Weitere Szenen sind: Gefangennahme Jesu mit Judaskuss und Petrus, der Malchus ein Ohr abschlägt, Christus vor Herodes Antipas, Geißelung und Dornenkrönung. An der Südseite werden dargestellt: Simon von Cyrene hilft Jesus das Kreuz tragen, Jesus wird ans Kreuz genagelt, Maria und Johannes unter dem Kreuz, Kreuzabnahme und Auferstehung Christi. An der Ostseite sind Heilige dargestellt wie der heilige Ulrich, der einen Fisch in der Hand hält, und die heilige Afra, die Patrone des Bistums Augsburg.

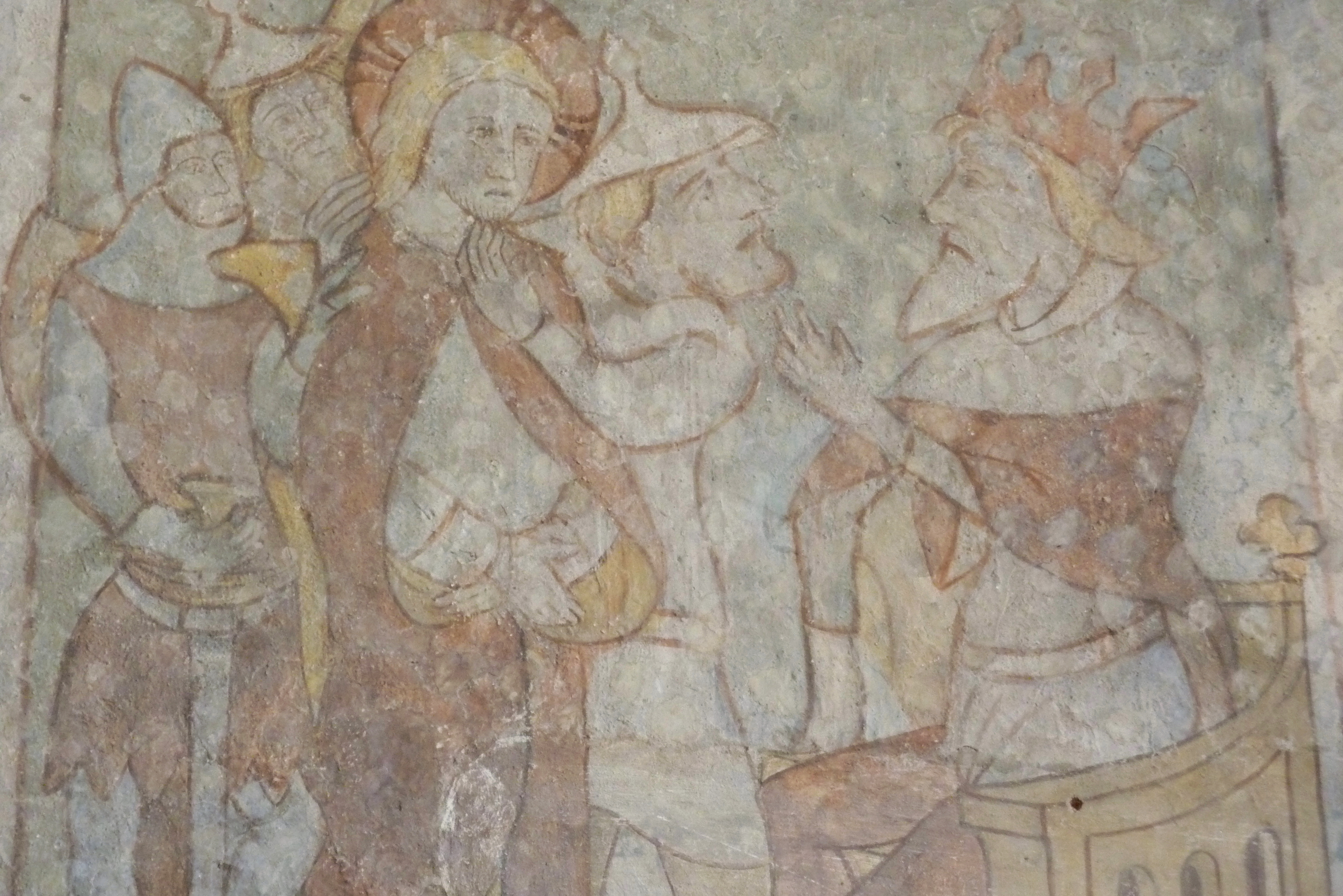
Jesus bei Herodes
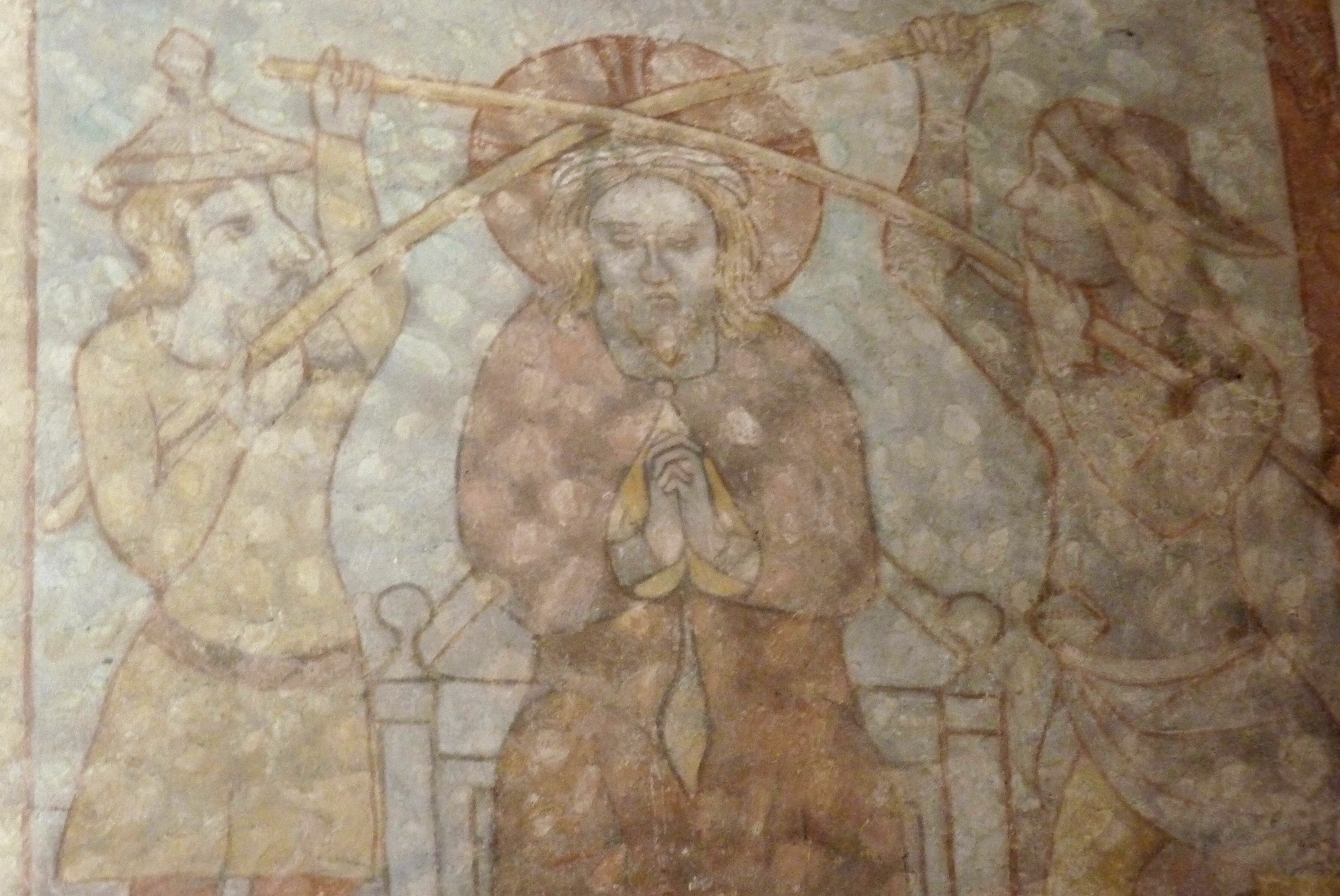
Dornenkrönung
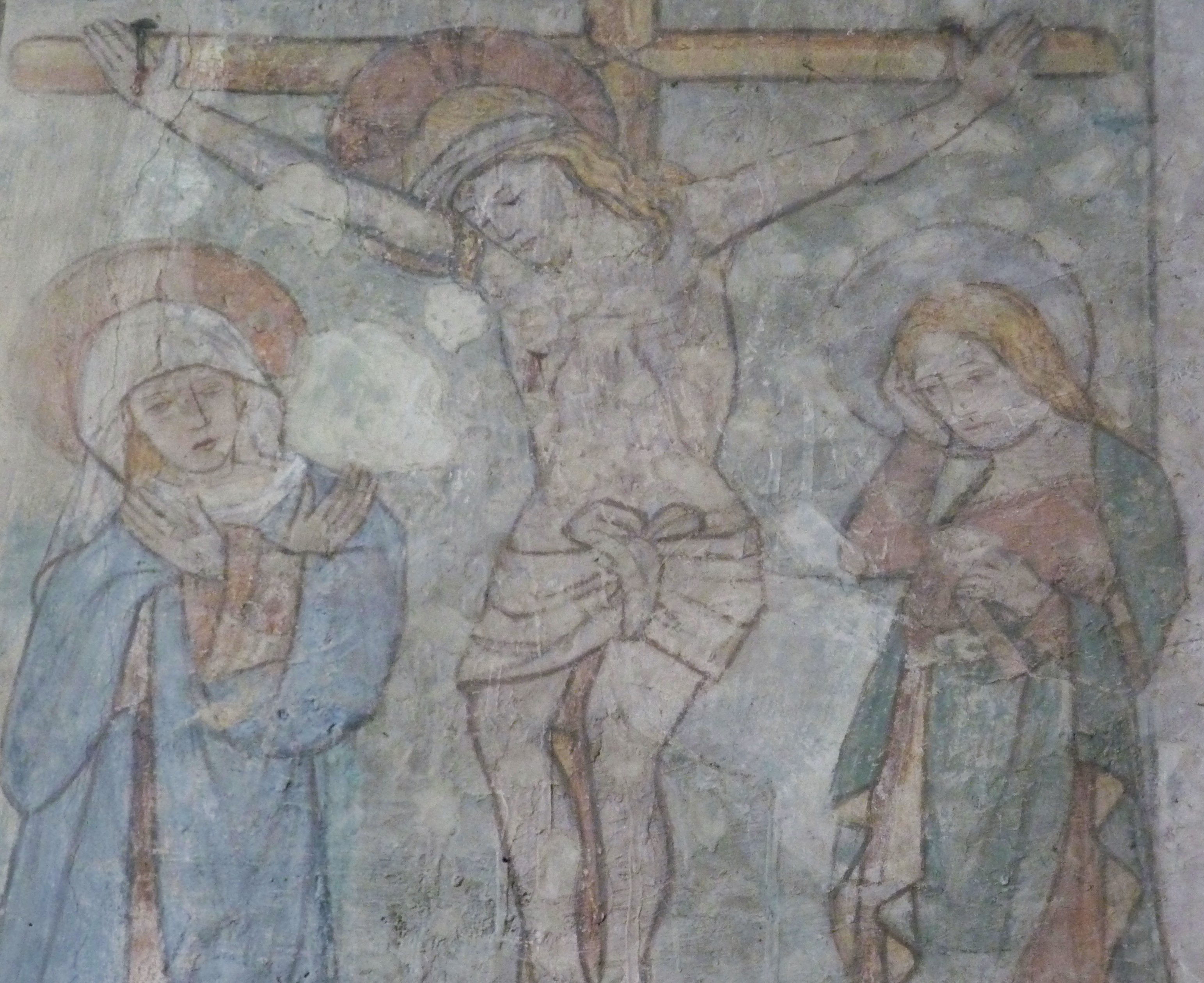
Kreuzigung
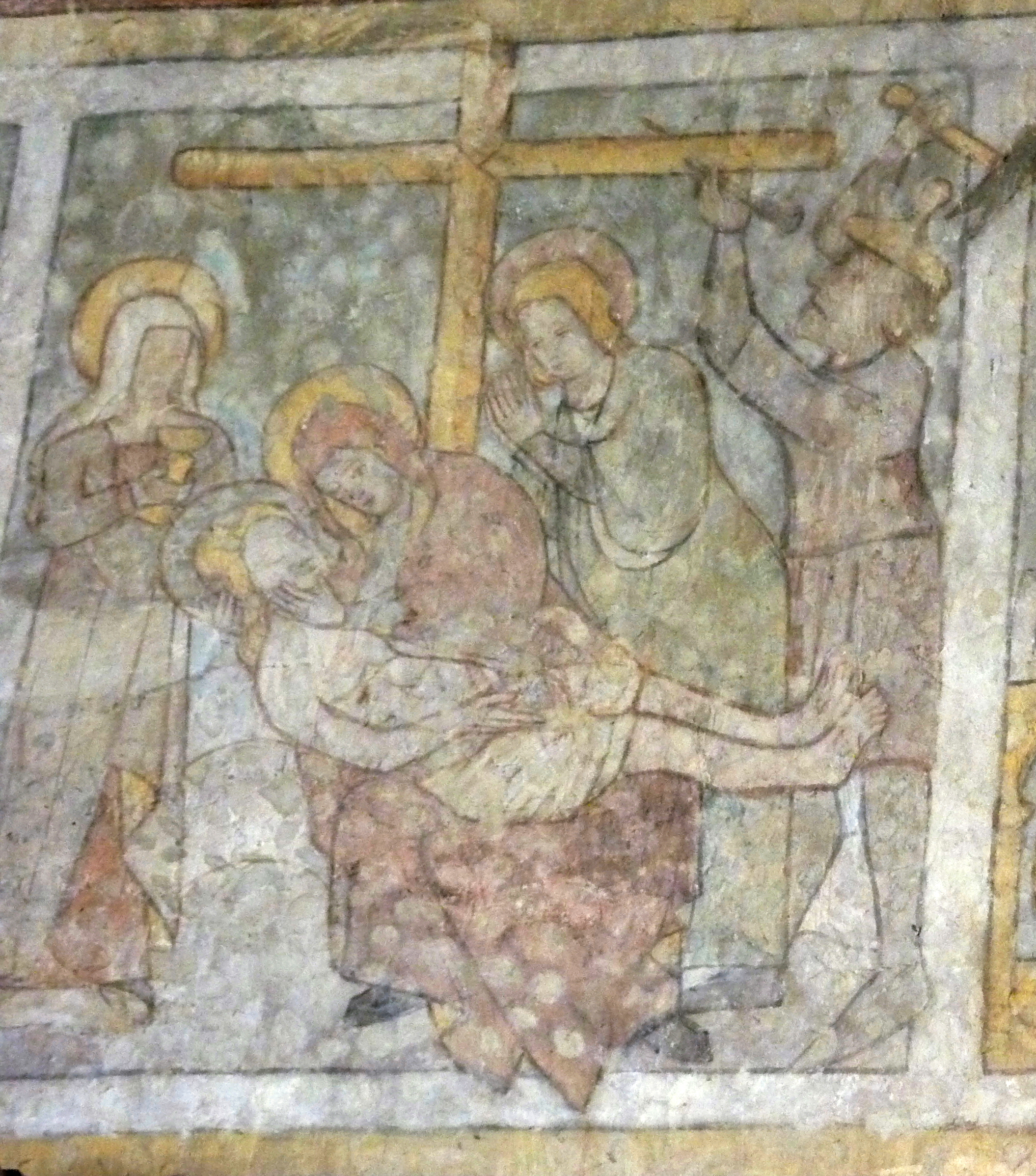
Kreuzabnahme
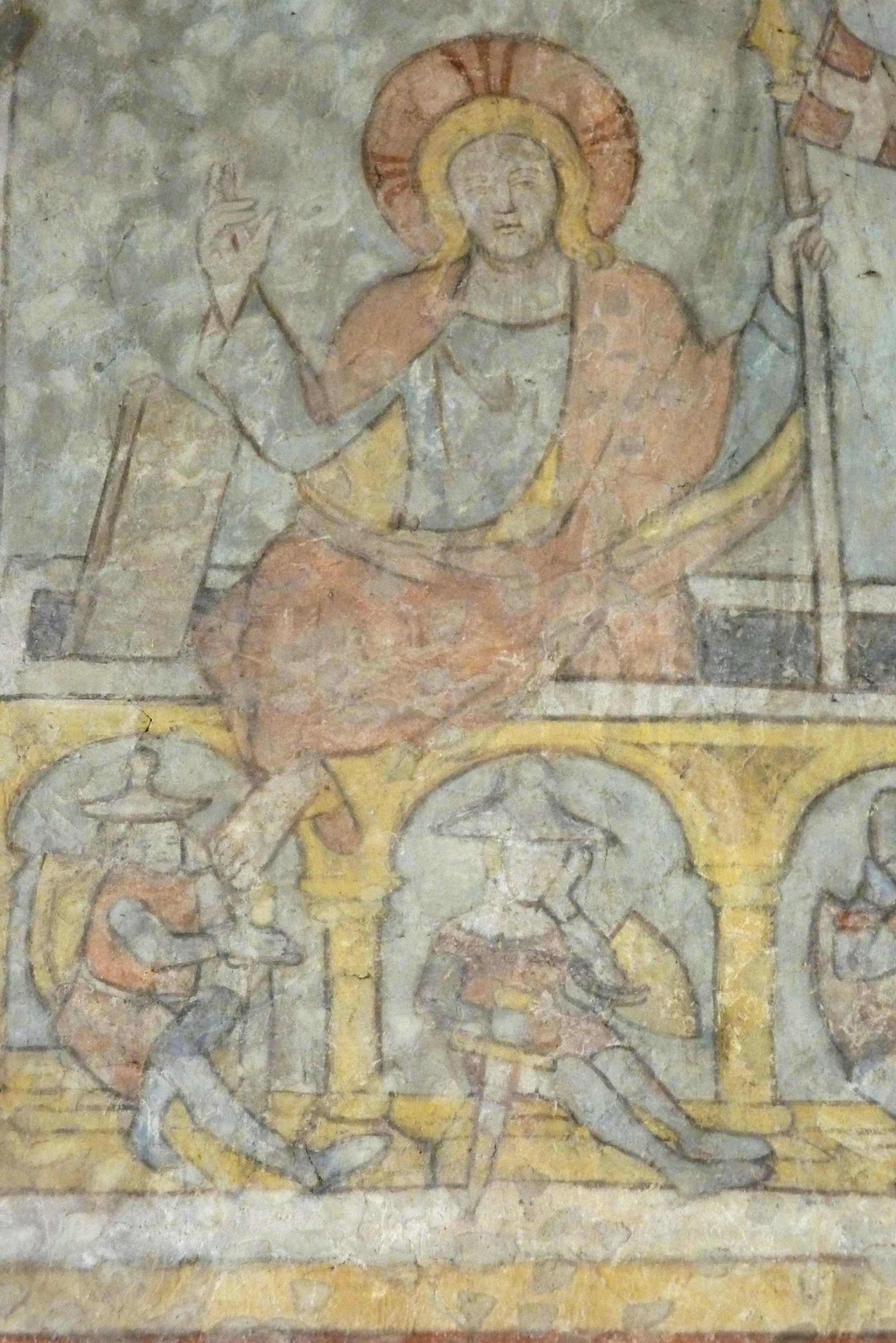
Auferstehung

## Ausstattung
Die Altäre, die Kanzel und das Chorgestühl wurden wie die Kommunionbank um 1720 im Stil des Spätbarock geschaffen.
- Das Hochaltarbild stellt die Kreuzigung Christi dar und wurde 1856 von Andreas Merkle ausgeführt. Im Auszug ist der heilige Laurentius dargestellt.
- An der Kanzel sind in Nischen, die von schlanken Säulen mit korinthischen Kapitellen unterteilt sind, die vier abendländischen Kirchenväter Ambrosius von Mailand, Augustinus von Hippo, Hieronymus und Papst Gregor der Große dargestellt. Der Schalldeckel ist mit zwei Putten besetzt, einer hält eine Monstranz.

## Orgel

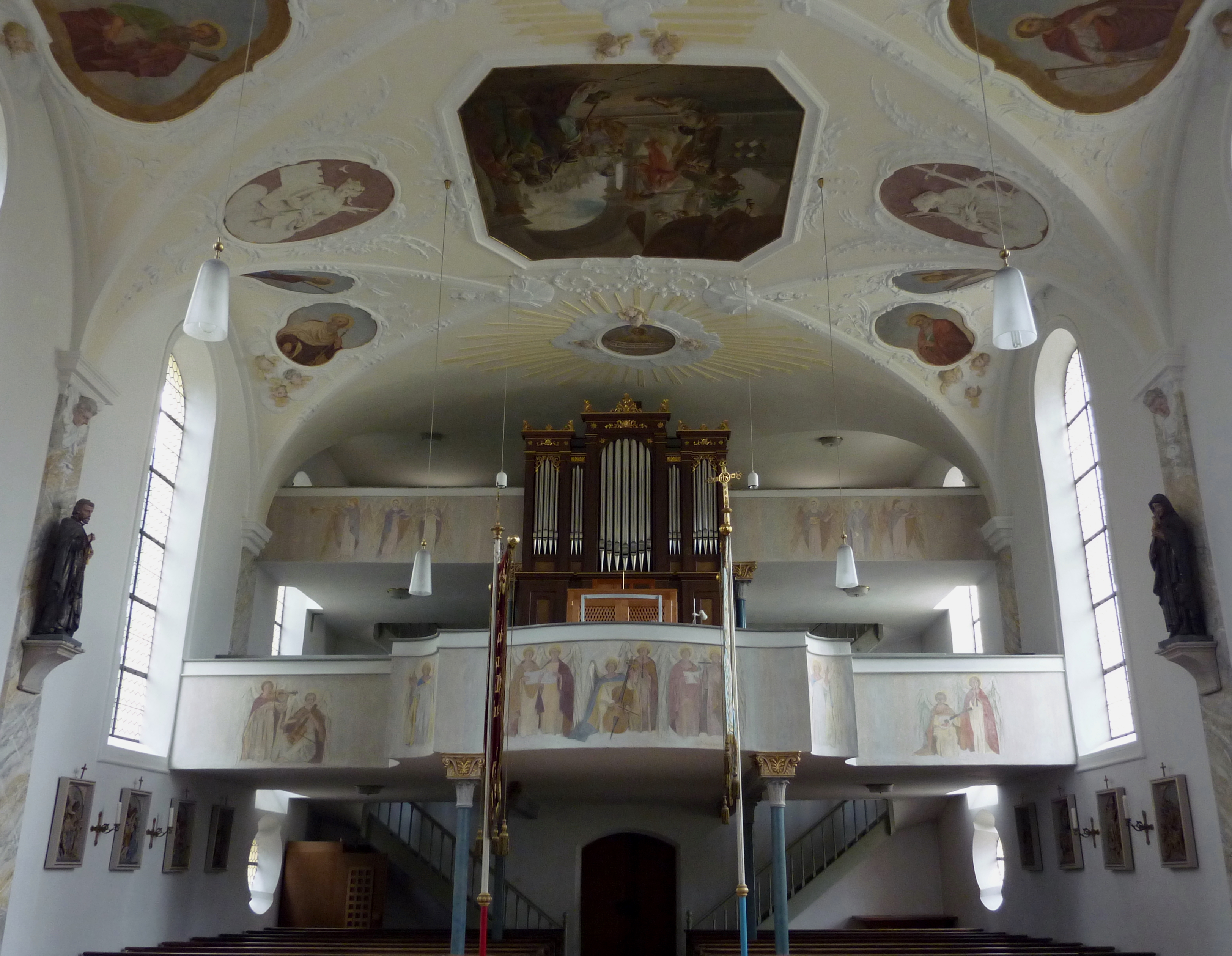
Doppelempore mit Steinmeyer-Orgel

Die Orgel aus dem Jahr 1878 von der Orgelbaufirma G. F. Steinmeyer & Co. wurde von Robert Knöpfler, der die Orgelbauwerkstatt von  Rudolf Kubak in Augsburg weiterführt, restauriert und am 13. Dezember 2009 eingeweiht.

## Epitaphien
In der Kirche sind frühklassizistische Epitaphien der Familie Rehlingen aus dem späten 18. Jahrhundert erhalten.

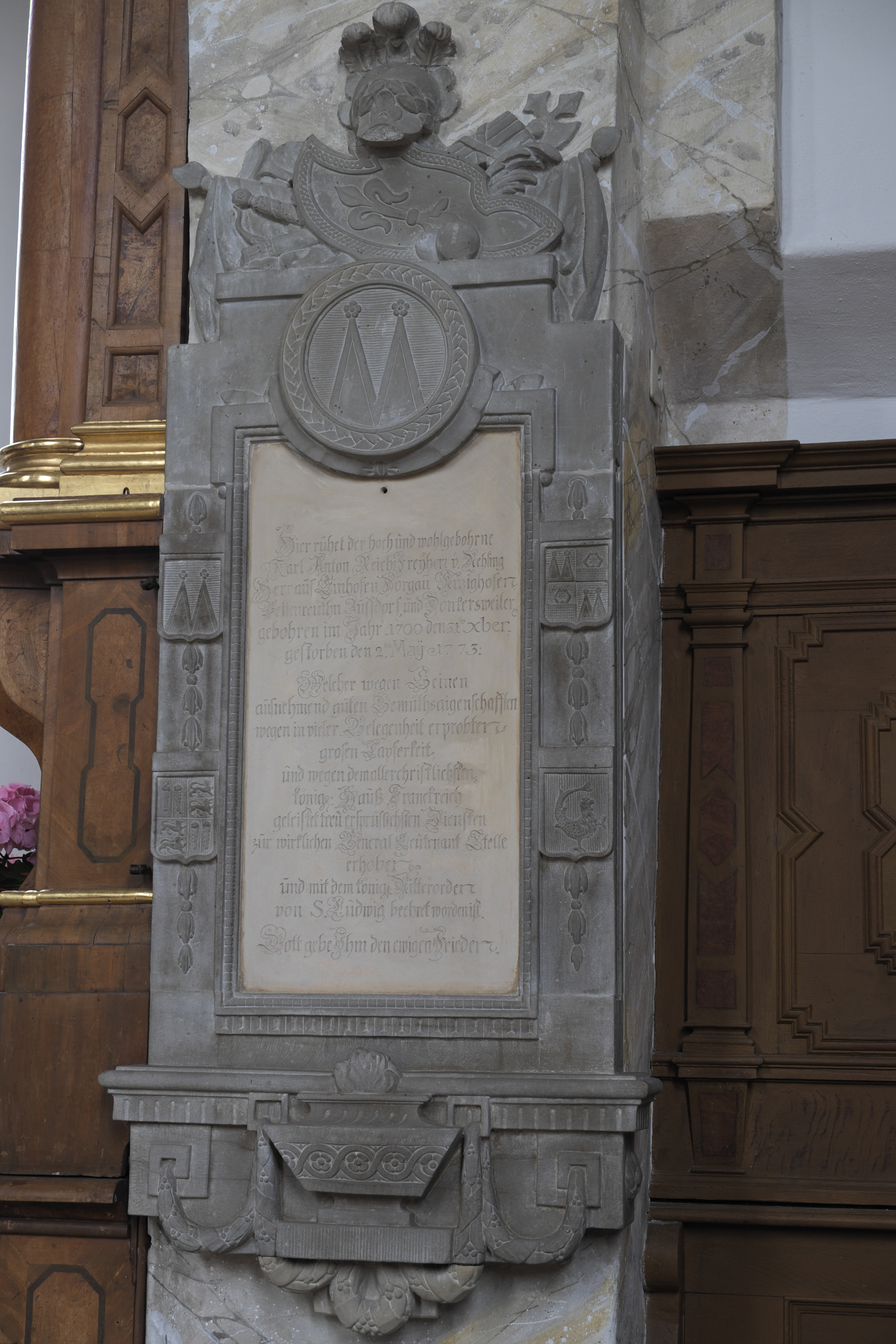
Epitaph für Karl Anton Reichsfreiherr von Rehling († 1773)
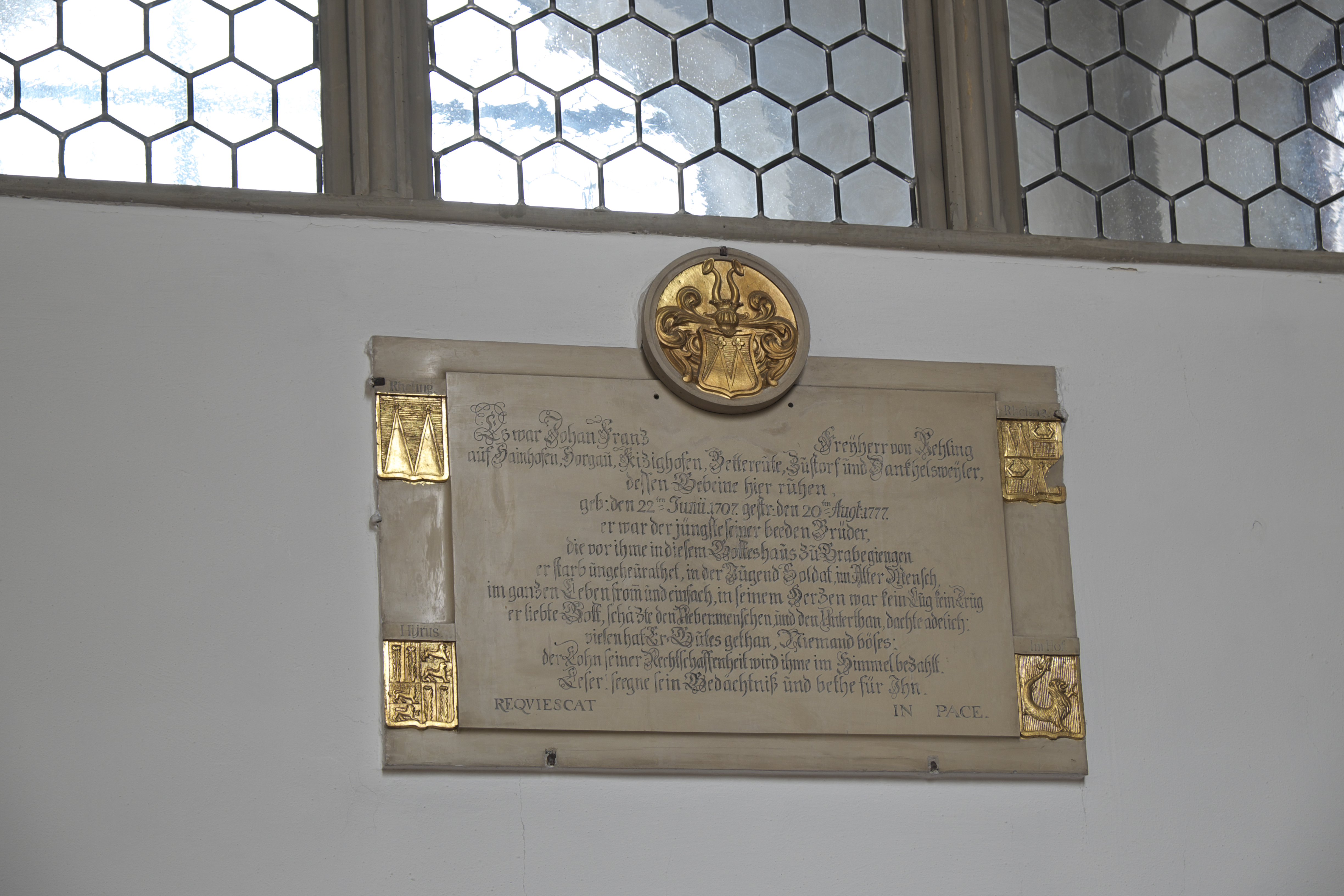
Epitaph für Johann Franz Freiherr von Rehling († 1777)
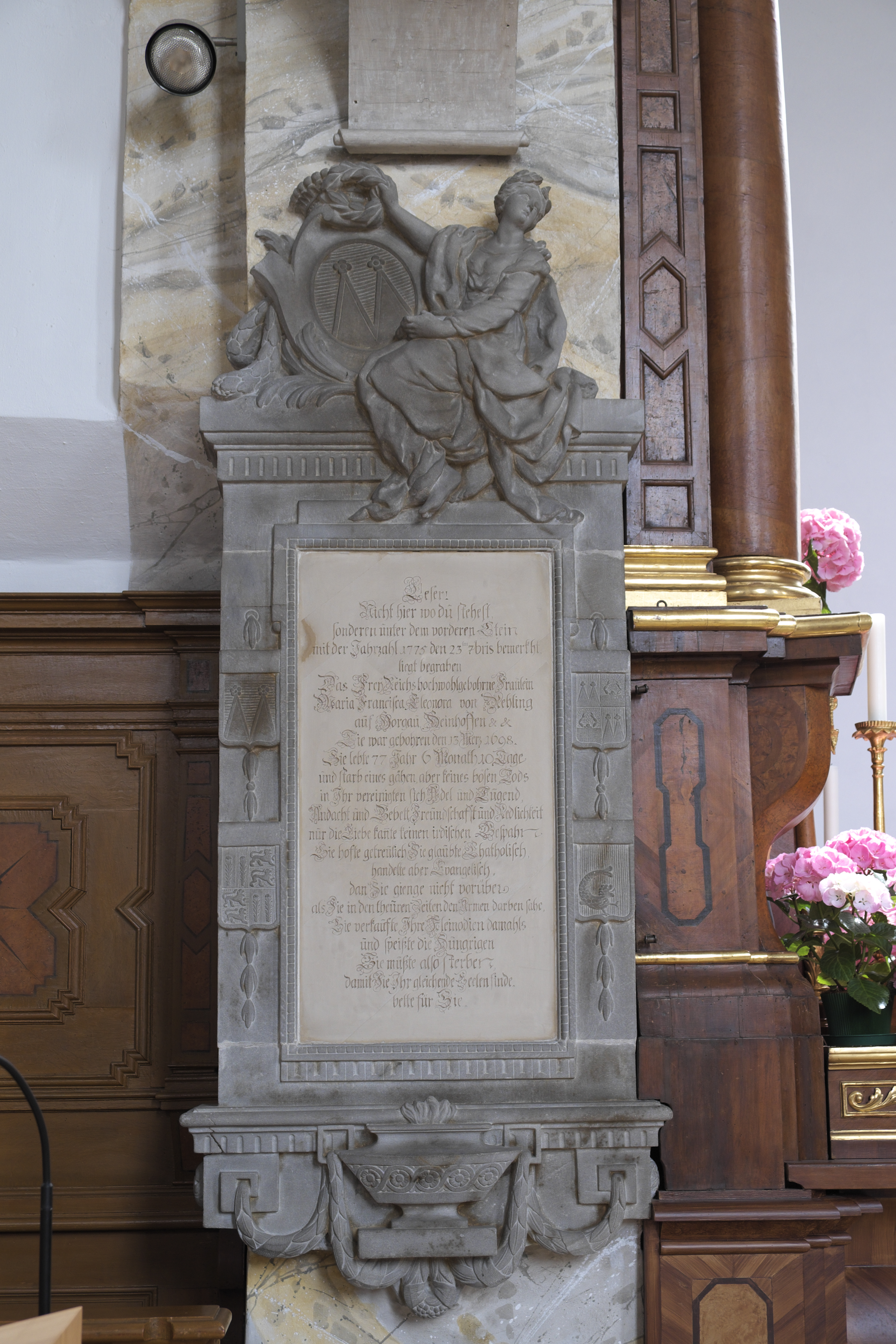
Epitaph für Maria Franziska Eleonora von Rehling († 1775)
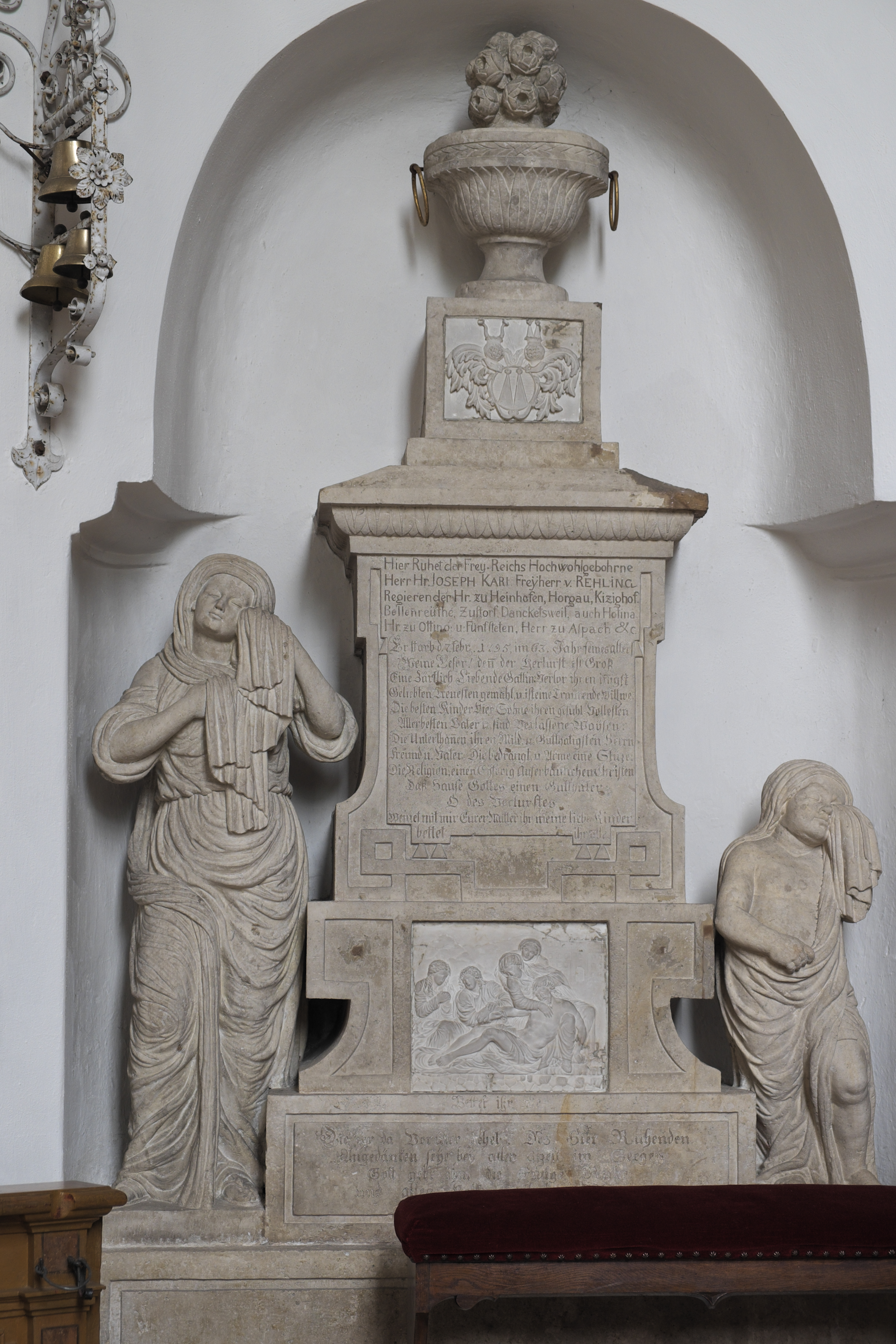
Epitaph für Joseph Karl Freiherr von Rehling († 1795)

## Geläut
Der Kirchturm verfügt über drei historische Glocken:
| Nr. | Gussjahr | Gießer, Gussort              | Durchmesser (cm) | Höhe (cm) | Schlagton | Inschrift |
| --- | -------- | ---------------------------- | ---------------- | --------- | --------- | --- |
| 1   | 1583     | Peter Wagner, Augsburg       | 100              | 80        | as'       | IN HONOREM SANCTAE VIRGINIS MARIAE FACTA EST HAEC CAMPANA EXPENSIS ANTONII FUGGERI (ZU EHREN DER HEILIGEN JUNGFRAU MARIA WURDE DIESE GLOCKE AUF KOSTEN VON ANTONII FUGGER ANGEFERTIGT) Peter Wagner in Augsburg MDLXXXIII |
| 2   | 1600     | Wolfgang Neidhardt, Augsburg | 80               | 67        | b'        | Aus dem Feuer bin ich geflossen, Wolfgang Neidhardt in Augspurg gos mich 1600 |
| 3   | 1689     | Wolfgang Neidhardt, Augsburg | 67,5             | 52        | c''0      | Wolfgang Neidhardt in Augsburg gos mich 1689 mortua et renata sum (ich starb und wurde wiedergeboren) |